# Bushra Qadeem Hyder
Bushra Qadeem Hyder est une  institutrice pakistanaise et une militante pour la paix. Elle est citée, en 2015, comme l'une des « femmes qui changent le monde ». 

## Carrière
Bushra Qadeem Hyder est titulaire d'une maîtrise en littérature anglaise. Elle est la fondatrice et dirige l'école et le collège Qadims Lumiere à Peshawar, au Pakistan,, qui compte 1 000 étudiants en 2012. 
L'école met fortement l'accent sur son programme d'études sur la paix, introduit en 2009, qui comprend une éducation sur une variété de religions et de cultures visant à favoriser la compréhension et l'acceptation.
Elle a fait pression pour que d'autres écoles de la région et du pays mettent en œuvre des programmes d'études similaires,,.
Bushra Qadeem Hyder a cofondé la Women's Alliance for Security Leadership (en français : Alliance des femmes pour le leadership en matière de sécurité) et est membre du PAIMAN Alumni Trust Pakistan, une organisation qui s'oppose à la radicalisation et l'extrémisme islamique,. Elle travaille avec des politiciens et des chefs religieux pour contrer l'extrémisme.
En 2015, elle fait partie des 17 femmes qui « changent le monde » et participe au colloque 2015 d'Inclusive Security. 

### Note
- (en) Cet article est partiellement ou en totalité issu de l’article de Wikipédia en anglais intitulé « Bushra Hyder » (voir la liste des auteurs).